# Desi Slava
Desi Slava (pravim imenom Desislava Ivanova Десислава Иванова) Radnevo kraj Plovdiva, 7. ožujka 1979.), bugarska pjevačica, predstavnica bugarskog pop-folka.

## Životopis
Roditelji su joj se razveli kad je imala šest godina. Počinje pjevati s 11 godina, a s 14 dobiva prvu nagradu. Svoj prvi album Нямам проблеми objavljuje s 19.

## Diskografija

### Albumi
- Нямам проблеми (1998.) (=Nemam problema)
- Ези-тура (2000.) (=Pismo glava)
- Завинаги (2001.) (=Zauvijek)
- Мистерия (2002.) (=Misterij)
- Любовта е само чувство (2004.) (=Ljubav je samo osjećaj)
- Together (2004.) ft. Azis
- The Best (2004.)
- Гореща следа (2005.) (=Vrući trag)
- Сладки Сънища (2006.)
- Еstoy Aqui (2008.)
- Послушай сърцето си (2010.)
- Slavatronika (2011.)

## Vanjske poveznice
- službena stranica  Arhivirana inačica izvorne stranice od 13. lipnja 2006. (Wayback Machine)